# 국철치바동력차노동조합
국철치바동력차노동조합(일본어: 国鉄千葉動力車労働組合 코쿠테츠치바도료쿠샤로도쿠미아이[*]), 약칭 동노치바(일본어: 動労千葉 도로치바[*])는 일본의 노동조합이다. 옛 일본국유철도(국철) 치바철도관리국 관내, 현 동일본여객철도(JR동일본) 치바지사, JR치바철도서비스(CTS) 등의 노동자들로 조직되었다. 중핵파의 강한 영향 하에 있다고 여겨진다.

## 역사
동노치바는 그 이름에서 알 수 있듯이 원래 국철동력차노동조합(동노)의 지바현 지방본부였다. 그러나 동노 치바지부는 1972년 2월 이후로 동노 본조와 함께 행동하지 않게 되었다. 그 이유는 “70년 춘투승리 관동블록 총궐기집회” 등에서의 폭력행위 때문이었다고 여겨진다. 또한 치바지부의 산리즈카 투쟁 참여나 미즈모토 사건에 대한 대처 등으로 인해 동노 본부와 치바지부의 균열은 더욱 심화되었다.
1979년 동노 본조 집행부는 “산리즈카투쟁과의 절연”을 결정하고, 이에 대해 동노 치바지부는 반발해서 산리즈카와의 공투를 계속했다. 때문에 본조 집행부가 치바지부의 권리정지를 발령하는 사태에 이른다. 여기에 혁마르파가 영향을 미치던 동노 본조 집행부와 중핵파가 영향 하에 있던 치바지부의 종파주의적 대립도 얽혀서, 마침내 3월 30일 동노 본조는 치바지부 집행부를 제명하기에 이르렀다. 치바지부 측도 동노 본조로부터 분리하여 독자적인 조합을 결성했다.
1985년 11월 29일 중핵파가 야기한 국전 동시다발 게릴라사건은 동노치바의 파업일과 같은 날에 벌어진 사건인데, 동노치바는 이 게릴라사건이 “자신들을 지원하는 것”이라는 취지로 발표를 했다. 당시 동노 본조 위원장 마츠자키 아키라는 “게릴라를 유발한 파업”이라고 비난성명을 내고, 일본노동조합총평의회(총평)에 동노치바를 제명할 것을 촉구했다. 이 파업과 이듬해 1986년 2월 15일의 제2차 파업으로 공기업체등 노동관계법에 따라 조합원 28명이 해고되었다.
국철분할민영화 정국에서 빠르게 굴복한 동노 본조와 달리, 동노치바는 국철노동조합(국노)・전국철동력차노동조합(전동노)와 함께 반대투쟁을 벌였다. 그래서 민영화 이후 국노와 함께 고용승계 배제대상이 되었다. 현재는 불채용 조합원 16명의 복직을 목표로 “동노치바쟁의단”을 조직해 정파를 넘어 국노쟁의단과 공투하고 있다. 그러나 동노치바는 2000년의 4당합의가 잘못이었다는 입장으로 이 건에 있어서 국노보다 더 강경한 자세로 임하고 있다. 동노치바는 JR동일본에 대한 국노의 저자세를 “약한 허리(弱腰)”라고 비판하고 있다.
1986년 11월 30일, 직전에 결성된 동노미토・동노연대타카사키와 함께 동노총연합(動労総連合)을 조직하고, 이후 동노서일본을 더해서 현재에 이른다. 동노총연합 본부는 동노치바와 같은 곳에 있다.

### 조합원수
2016년 노동조합 기초조사에 따르면, 동노총연합의 조합원 수는 339명이고, 그 중 동노치바 조합원이 296명이다.
JR동일본의 2022년 3월기 유가증권보고서에는 “국철동력차노동조합총연합(동노총연합)”이라는 명칭으로 게재되어 있으며, 조합원 수는 24명이라고 한다. 다만 이 숫자에는 정년퇴직 후 재고용사원, 자회사인 치바철도서비스(CTS)에 고용되어 있는 자, 다른 데 파견간 자 등은 포함되어 있지 않다. JR서일본의 2021년 3월기 유가증권보고서에는 “국철서일본동력차노동조합(동노서일본)”이라는 명칭으로 게재되어 있으며, 조합원 수는 2명이다. 다만 이 숫자에는 임시종업원 등은 포함되어 있지 않다. JR동일본・JR서일본 간에는 노동협약이 체결되어 있지 않다. JR화물에 재적하는 조합원수는 유가증권보고서를 제출하지 않았기 때문에 불명하다.
각 회사의 유가증권보고서에 따른 조합원수 추이는 다음과 같다.

### 민영화 이후 현황
1996년 3월 27일 치바지방재판소에서 1985-86년 파업으로 인한 해직자들과 일본국유철도 청산사업단 사이에 합의가 성립되었다. 해직자들은 전원 화해금 명목의 퇴직금을 받는 대신 처분일에 명예퇴직한 것으로 처리되었다.
JR동일본 치바지사 관할의 각 노선에서는 동노치바의 쟁의행위에 의한 열차편 축소, 운휴, 지연이 자주 발생했기 때문에 동노치바는 각 선 이용자 및 주변 주민들에게 혐오의 대상이 되었다. 2001년부터 2010년까지 연속으로 진행된 본선 운전사의 춘투 파업은 거의 봄의 풍물시가 되어서 “꽃놀이 파업” 등의 야유를 듣기도 했다. 위원장 나카노 히로시가 사망하고 이듬해 2011년부터는 매년 하던 춘계 파업이 없어졌다.
동노치바는 JR동일본이 진행하는 검수 외주화에 단호한 거부의 자세를 취하고 있으며, 그 밖에도 자회사인 CTS의 노동환경 개선을 요구하고 있다. 또한 운전사를 역의 수송담당으로 이동시키는 “라이프사이클” 시책에 격렬히 반발하고 있다. 나라시노전차구가 폐쇄되고 배치차량을 미타카전차구로 전출, 마쿠하리차량센터의 E217계 전동차를 모두 가마쿠라차량센터로 전출한 것은 보수부문 효율화라는 측면도 있지만, 동노치바의 외주화 거부에 대한 JR동일본 사측의 대항책이라는 측면도 있다는 말이 있다. 동노치바는 가마쿠라차량센터 이관 이후 차량트러블이 빈발하고 있는 이유가 동노차비 조합원인 베테랑들이 배제당했기 때문이라고 주장하고 있다. 덧붙어 동노치바는 JR총련 산하의 동일본여객철도노동조합(JR동노조)가 외주화 문제에 대하여 사측과 타협했다고 비난하고 있다.
동노치바는 E231계・E233계 전동차와 같은 신계열 차량들이 경량차체인 점, 사측이 볼스터리스 대차를 채용하는 점(동노치바는 볼스터리스 대차가 레일의 극단적 마모를 야기해 JR 후쿠치야마선 탈선 사고와 같은 차량탈선사고의 원인이 된다며 반대하고 있다), 나리타 익스프레스・소부 쾌속선의 고속운전 등에 대해 위험성을 주장하고 있다. 또한 2013년 3월 16일부터 개시된 쿠루리선의 1인운전, 2021년 3월 13일부터 개시된 내방선・외방선의 1인운전이 위험하다며 중지를 요구하고 있다.
2006년 9월에는 타테야마운전구 폐지 반대집회를 개최하고, 시장 및 관광협회장을 집회 내빈으로 초청하여 함께 운전구 폐지 반대 목소리를 냈다. 2007년 3월 폐지 반대 파업도 실시되었으나 결국 타테야마운전구는폐지되고 키사라즈운수구로 통합되었다. 이로써 동노치바 타테야마지부는 해산되었다.
2010년 이후에는 검수부문 외주화에 반대하는 입장에서 검수노동자 파업에 전술의 중점을 두고 있어서 열차 운행에 영향을 미치는 일은 크게 줄어들었다. 2013년 3월에는 쿠루리선 1인승화에 반대하는 열차파업을 벌였으나 사측이 대리운전을 투입하여 열차는 정상운행되었다. 또한 2017년 기준 현재도 나리타 공항 문제에 있어서 키타하라파 반대동맹에 연대하고 있으며, 반대동맹이 주최하는 데모활동에도 참여하고 있다.

## 동노총연합 산하 노조
2015년 이후 국노 내 조직갈등의 여파로 각지에서 중핵파 노동자들이 국노를 탈퇴하고 지역노조를 결성하려는 움직임이 확산되고 있다.:30-32
- 국철치바동력차노동조합(동노치바) - 언론이나 다른 노조에서는 치바동노(千葉動労), 혁마르파와 JR총련에서는 치바노(千葉労)라고 호칭한다.
- 국철미토동력차노동조합(동노미토)
- 국철타카사키동력차연대노동조합(동노연대타카사키)
- 국철동경동력차노동조합(동노동경)
- 국철카나가와동력차노동조합(동노카나가와)
- 국철니이가타동력차노동조합(동노총연합 니이가타)
- 국철후쿠시마동력차노동조합(동노후쿠시마)
- 국철서일본동력차노동조합(동노서일본)
- 국철호쿠리쿠동력차노동조합(동노총연합 호쿠리쿠)
- 국철큐슈동력차노동조합(동노총연합 큐슈)